# Kostel svatého Martina (Sikenička)
Kostel svatého Martina je římskokatolický farní kostel v obci Sikenička na Slovensku. Náleží pod děkanát Štúrovo, diecézi nitranskou.

## Historie
Ve 13. století byla na místě kostela postavena rotunda v románském slohu, u které stála samostatná zvonice. První písemná zmínka o patrociniu kostela je z roku 1447. V 18. století byl přestavěn a v roce 1887 byla loď prodloužena a přistavěna věž. V roce 1948 byl kostel zmodernizován podle projektu stavitele G. Kissa z Nitry. Poslední oprava proběhla v roce 1993. Z románské části se dochovaly zdi apsidy a lodi (mimo západní).

## Popis

### Exteriér
Kostel je orientovaná jednolodní zděná stavba s půlkruhovým závěrem (kněžištěm) a předsazenou věží v západním průčelí a přistavenou sakristií. Starší půdorys lodi je užší než nově přistavěná část z roku 1887. Fasády kostela jsou hladké členěny okny, západní průčelí a věž je členěna lisénovými rámy. Kvadratická věž je zakončena jehlanovou střechou.

### Interiér
Kněžiště, které je vystavěno z velkých kamenných kvádrů, je zakončeno půlkruhovou konchou. V lodi je rovný strop, nad vchodem do kostela v západní části je kruchta. Pod ní je Lurdská jeskyně z sedmdesátých let 20. století.
Hlavní oltář nesl obraz svatého Mikuláše z poloviny 18. století, který byl darován rodinou Pálffyovců. Z druhé poloviny 18. století pochází kazatelna, která má na parapetu pozlacené reliéfy dvou evangelistů.

### Zvony
Ve zvonovém patře věže jsou zavěšeny tři bronzové zvony. Nejstarší je malý z roku 1877 ulitý zvonařem Ferencem Walszerem. Umíráček zasvěcený svatému Antonínovi je z roku 1924 ulitý zvonařem Richardem Heroldem z Chomutova. Třetí velký zvon zasvěcený Panně Marii z roku 1939 ulil zvonař László Szlezák z Budapešti.